# Стефан Янчев
Стефан Радославов Янчев е български хокеист, който играе като ляво крило в хокейния отбор ЦСКА. Участва в 2 Световни първенства – София (2012) и Тайпе (2013).

## Биография
Роден е на 9 декември 1996 г. в София.  Започва да се занимава с хокей от 8-годишна възраст в хокейния отбор на ХК ЦСКА с треньор Кирил Худулов. Състезавал се е за Българския национален отбор по хокей.

### Отборни постижения
- 1 място с Национален отбор по хокей на лед на България на Балканско първенство по хокей на лед в Измит
- 4 място с Национален отбор по хокей на лед на България на Световно първенство по хокей до 18 г. в София
- 4 място с Национален отбор по хокей на лед на България на Световно първенство по хокей до 18 г. в Тайпе